# Cassiya
 (juin 2008).
Cassiya est un groupe de musique mauricien créé en décembre 1992. Son nom vient de Cassis, un quartier de Port-Louis, la capitale de l'île Maurice, d'où étaient originaires les fondateurs du groupe, tout d'abord rassemblés sous le nom de "Zenfan Cassis". Cassiya joue principalement du séga, musique traditionnelle des Mascareignes. 
C'est après avoir rejoint le groupe "Zenfan Cassis" en 1987 que le bassiste Désiré François et son ami, Alain Lafleur, décident de fonder un nouveau groupe plus professionnel. Ils sont rejoints par d'autres membres de "Zenfan Cassis" : Alain Ramanisum (clavier), Gérard Louis (arrangement musical), Eddy Armel (voix), Jallil Auckbaraulee (batterie) mais aussi par Dominique Isidore, cousin de Désiré François. Ce dernier devient le principal chanteur avec Alain Lafleur qui prête aussi sa voix. Le groupe sort son premier album Séparation en 1993 et prend le nom de "Cassiya". Le succès est fulgurant et dès 1994, il devient "Disque de l'année" avec le titre "Djouni Djouna" puis en 1995 avec le titre "Ici cote nou été".  En 2003, ils sont classés "Disque d'Or" à La Réunion.
À la suite de son succès dans son pays, le groupe se produit à La Réunion où il remporte un grand succès,, en Afrique, en Europe, notamment au Zénith de Paris  et l'Olympia en 1999 ou encore en Australie. 
Parmi ses chansons phares, les membres du groupe citent souvent Séparation, Rêve nou ancêtre, Ici cote nou été ou Marlène.

## Discographie (albums)
- Séparation zenfans perdi simé (1993)
- Cassiya II (1994)
- Ici cote nou été (1995)
- Naryé pa éfasé (1997)
- The very best of cassiya (1998)
- Diego (2000)
- Cassiya la suite (2001)
- Ctyombo li (2002)
- Cassiya l'album d'or (2003)
- Nou destiné (2004)
- Cassiya neuf (2006)
- Nou amizé séga cassiya (2007)